# Liberty Stands Still
Liberty Stands Still is een Duits-Canadese, Engelstalige krimi-drama uit 2002. De film werd geregisseerd door Kari Skogland.

## Verhaal
Liberty Wallance (Linda Fiorentino) is de vrouw van een rijke wapenproducent Victor Wallace (Oliver Platt). Ze is onderweg naar een theatervoorstelling waar haar vriendje in meespeelt. In het park voor het theater krijgt Liberty opeens een vreemd telefoontje van een zekere Joe (Wesley Snipes). Joe houdt Liberty vanuit een van de gebouwen onder schot en hij heeft haar vriendje gekidnapt. Joe zoekt wraak, omdat zijn dochter met een wapen van de fabriek van haar man is vermoord.

## Cast
| Acteur           | Personage        |
| ---------------- | ---------------- |
| Wesley Snipes    | Joe              |
| Linda Fiorentino | Liberty Wallance |
| Oliver Platt     | Victor Wallace   |
| Martin Cummins   | Russell Williams |
| Jonathan Scarfe  | Bill Tollman     |

## Release
De film ging in première op het Palm Springs International Film Festival op 18 januari 2002. De film zou na de première wereldwijd uitgebracht worden. Vanwege tegenvallende recensies werd de film direct uitgebracht op video en dvd. 